# Petrus Noyen
Petrus Carolus Noijen (Helmond, 3 september 1870 – Steyl, 24 februari 1921)   was een Nederlands rooms-katholiek geestelijke en Apostolisch Prefect der Kleine Soenda-eilanden, een Indonesische eilandboog. 

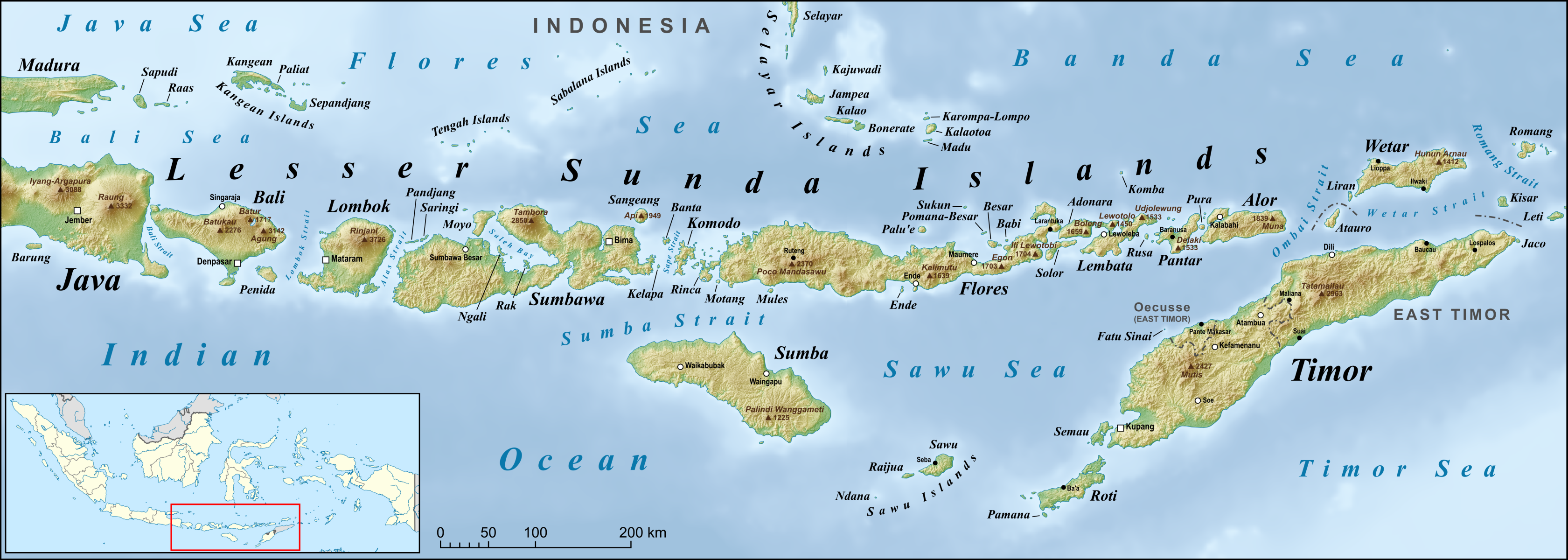
De Kleine Soenda-eilanden bij Indonesië

## Jeugd en opleiding
Petrus Noyen werd geboren in Helmond als zoon van Piet Noyen, lakenarbeider, bakker en zijn vrouw Griet Sanders, winkelierster. Dit godsdienstige middenklassegezin bestond uit 12 kinderen waarvan er 6 broers en zussen naar het klooster zijn gegaan.
Op 13-jarige leeftijd gaat hij naar Missiehuis St. Michaël in Steyl, een Duitse congregatie onder de naam Gezelschap van het Goddelijke Woord (Societas Verbi Divini (SVD)), in 1875 opgericht door Arnold Janssen, waar Noyen zijn wens om opgeleid te worden tot missionaris werkelijkheid zag worden. Na studies theologie en filosofie in missiehuis St.Gabriel  van de missionarissen uit Steyl in Maria Enzersdorf nabij Wenen in Oostenrijk, wordt hij op 7 december 1893 in Steyl tot priester gewijd. 

## Missiewerk
Al in 1894 volgt zijn benoeming als missionaris in Zuid-Shandong (China), waar hij snel als buitenlander van nabij de Bokseropstand meemaakt. Deze ongeregeldheden , verwoestingen en zelfs moorden, zijn een Chinese reactie op de vermeende buitenlandse "duivelse" invloeden op het gewone leven. Ondanks deze tegenwerkingen weet hij aldaar een aantal missieposten op te richten. 
Na 15 jaar in China keert hij terug naar Steyl, waar hij de opdracht krijgt om de Nederlandse afdeling van de congregatie op te zetten. Het voormalige klooster van de zusters Ursulinen in Uden wordt het nieuwe missiehuis St.Willebrord van de SVD. Noyen wordt daar tevens aangesteld als eerste rector.
In 1912 wordt hij aangewezen om als missionaris naar Timor en de Kleine Soenda-eilanden te gaan om aldaar, namens de S.V.D., de missionaristaken over te nemen van de jezuïetenpaters, die daar 23 jaren werkten. Na een reis via Marseille, Batavia en Kupang arriveert hij in januari 1913 op Timor. Hij leert via de lokale talen, Tetun en Maleis, ook de gebruiken en cultuur kennen. Noyen en de S.V.D. hechtten veel belang aan scholing en weten na overleg over de onderwijsvoorstellen met de resident (bestuurder) van Timor te bereiken dat de scholen door de paters beheerd zullen worden. Ze konden de Sekolah Rakyat (volksscholen) dan ook gaan toepassen bij bestaande en nieuwe missies.

## Benoeming
Binnen het jaar werd hem bericht  "..dat de Kleine Soenda-eilanden uitgenomen Flores, tot een eigen Prefectuur waren verheven en ik tot Apostolisch Prefect was benoemd ..". Op 20 juli 1914 besloot kardinaal Girolamo Maria Gotti van de Congregatie der Propaganda om ook Flores toe te voegen aan deze prefectuur, zodat die toen uit Flores, Timor, Soemba, Bali, Soembawa en Lombok ging bestaan. Dat betekende voor Noyen veel reizen naar alle eilanden, het plannen van nieuwe missies en scholen, het overleggen met lokale bestuurders en het verzoeken van nieuwe missionarissen om de nieuwe gelovigen te begeleiden. De Spaanse griep wist uiteindelijk de Kleine Soenda-eilanden te bereiken, waardoor er veel bewoners overleden; ook eiste het zijn droeve tol onder Noyens missionarissen.

## Overlijden
Door werkdruk liep de gezondheid van Noyen langzaamaan achteruit, hij verwaarloosde een opkomende ziekte, waardoor er rond 1919 / 1920 besloten werd om terug te gaan naar Nederland, zodat hij daar weer kon aansterken. Hij zou dan in Steyl de missie vertegenwoordigen op het Algemene Kapittel van de S.V.D. en tevens zijn bisschopswijding kunnen ontvangen. Echter nagenoeg op de geplande dag dat hij gewijd zou worden, overleed hij op 50-jarige leeftijd.
Hij werd begraven op de begraafplaats van het Missiehuis van de S.V.D. aan de Veerweg in Steyl. 

## Monument
In Helmond werd besloten om voor deze oud-burger een monument op te richten, waarvoor de Antwerpse beeldhouwer Edward Deckers de opdracht werd gegund. Op 10 oktober 1926 werd het gedenkteken, bestaande uit brons en hardsteen, onthuld bij de Sint-Lambertuskerk in de Kerkstraat, terwijl later in de binnenstad in de toenmalige nieuwe Leonarduswijk ook een Monseigneur Noyenstraat werd geopend.

## Galerij

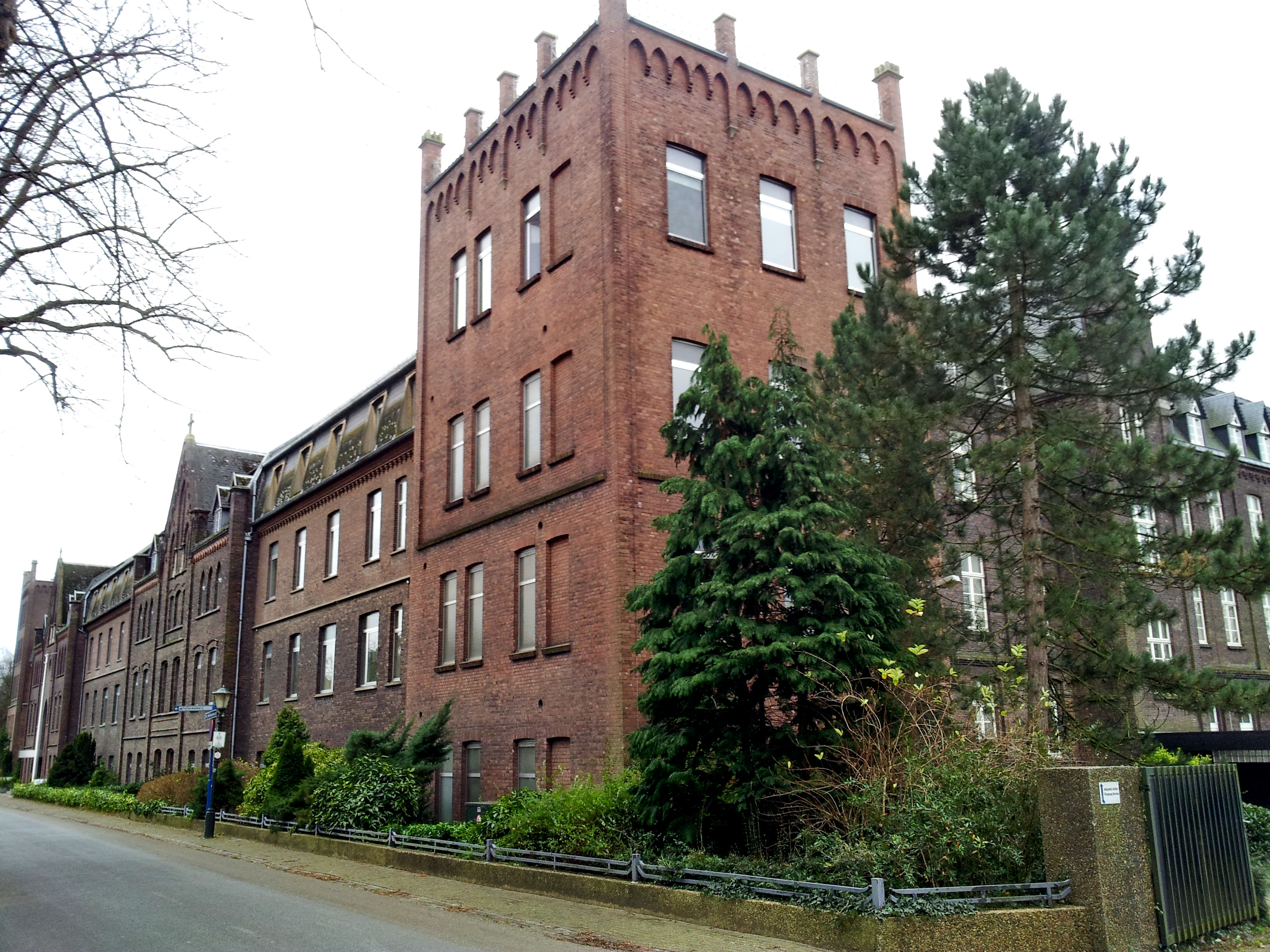
Missieklooster S.V.D. Steyl
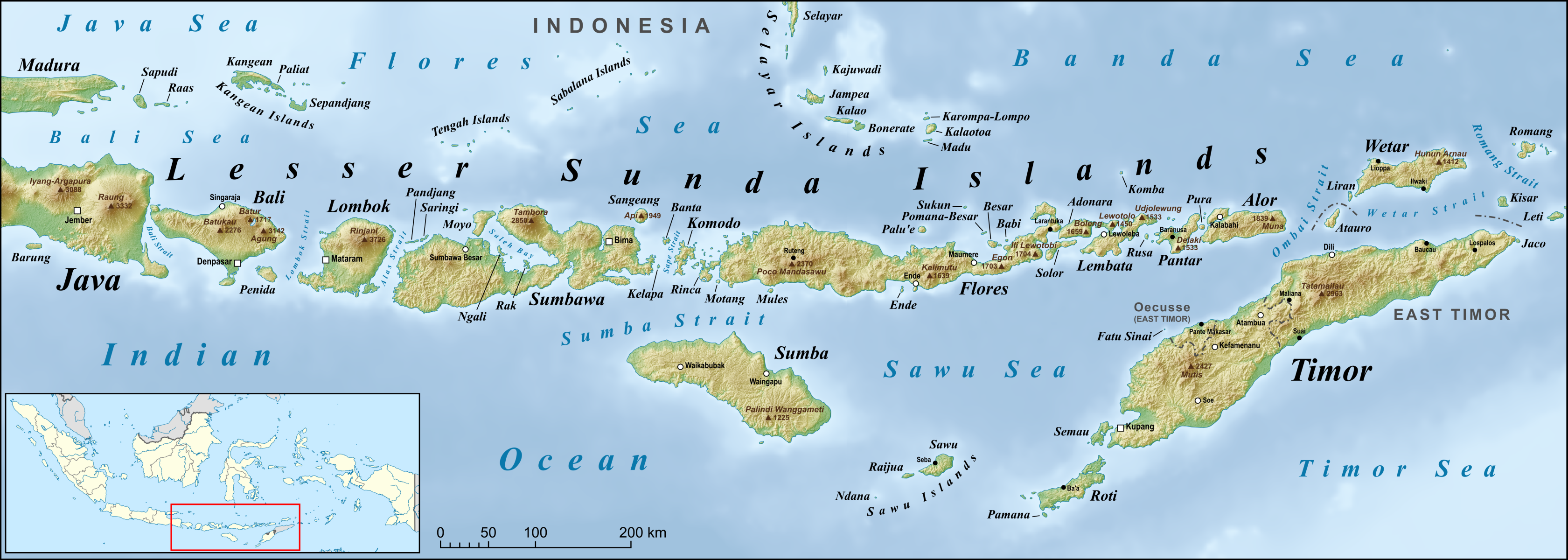
Kleine Soenda-eilanden
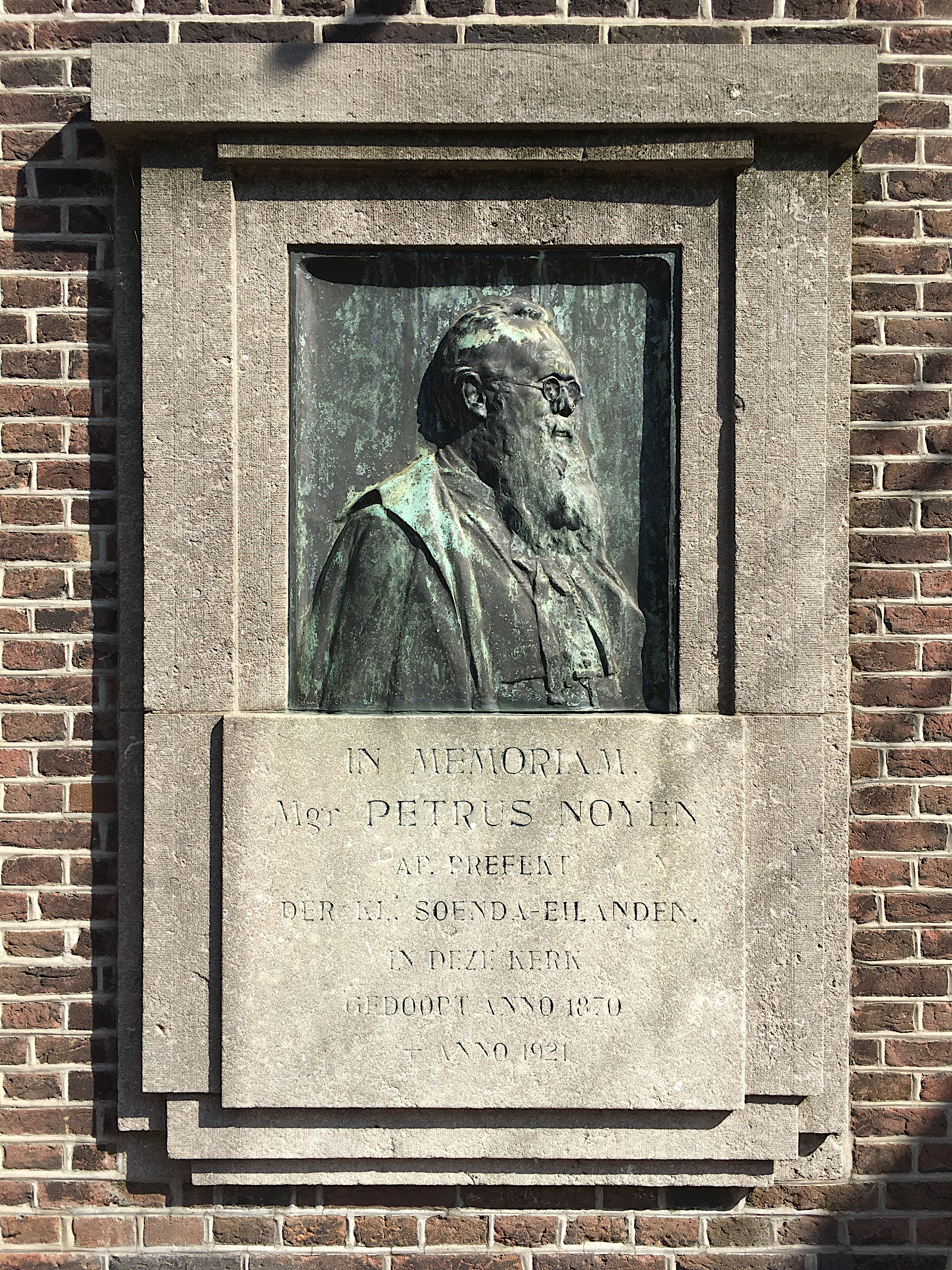
Monument in Helmond

- Nederlandse Thesaurus van Auteursnamen: 074446150
- Virtual International Authority File: 282201541